# Queen of the Highway
«Queen of the Highway» es una canción de la banda estadounidense de Jazz fusión y rock, The Doors, escrita en su totalidad por el cantautor Jim Morrison en un enfoque de Jazz-rock y toques de rock psicodélico, producida por Paul A. Rothchild bajo el sello común de la banda, Elektra Records. El tema fue incluido en su quinto álbum de estudio, Morrison Hotel, como la tercera canción del lado B del LP, con una duración de 2 minutos con 47 segundos.
La pista fue añadida a la recopilación de The Best Of The Doors, aunque solo en la edición de disco doble, también a Legacy: The Absolute Best  y a The Very Best of The Doors del 2007.

## Composición
Las letras de la misma se han visto relacionadas con la pareja de Morrison, Pamela Courson, en especial las que dicen "She was a princess / Queen of the Highway" (Ella era una princesa / Reina de la Carretera), mientras las que dictan "He was a Monster / Black dressed in leather / I hope it can continue / Just a little while longer" (Él era un monstruo / Cubierto de cuero / Espero que continúe / Solo un poco mas), según el libro No One Gets Out of Here Alive, biografía de Jim Morrison, se podrían referir a la relación de Jim y sus problemas, en un tono sarcástico.

## Grabación
La pista, originalmente escrita por Morrison, fue ensayada en las sesiones de su cuarto álbum, The Soft Parade, con un arreglo enfocado más en el jazz, que incluso fue agregado en la reedición en CD del álbum Morrison Hotel.
El tema fue retomado para las sesiones de este álbum, con un ritmo más rápido y un estilo más psicodélico.